# Tikibombom
Tikibombom è un singolo della cantautrice italiana Levante, pubblicato il 6 febbraio 2020 come primo estratto dalla ristampa del quarto album in studio Magmamemoria.

## Descrizione
Il brano, scritto dalla cantautrice stessa, è stato presentato al Festival di Sanremo 2020, segnando la sua prima partecipazione alla kermesse musicale. Il tema centrale è la diversità ed è dedicato a chi vuole differenziarsi dalla massa: quest'ultima è impersonata, appunto, dal titolo del singolo.
Il brano si classifica al 12º posto nella kermesse.

## Video musicale
Il video musicale, diretto da Giacomo Triglia, rispecchia nelle immagini il tema della canzone: un canto di gente libera, un ballo di non omologazione in cui emerge la diversità come ricchezza. Vi è anche la citazione di un cortometraggio del regista cinese Sing J Lee che ritrae Levante circondata dai ballerini tutti di schiena. Il video è stato pubblicato l'11 febbraio 2020 sul canale YouTube della Warner Music Italy.

## Tracce
Testi e musiche di Levante.
1. Tikibombom – 3:23

## Successo commerciale
In Italia il brano è stato il 17º più trasmesso dalle radio nel 2020.

## Classifiche

### Classifiche settimanali
| Classifica (2020) | Posizione massima |
| ----------------- | ----------------- |
| Italia            | 8                 |

### Classifiche di fine anno
| Classifica (2020) | Posizione |
| ----------------- | --------- |
| Italia            | 96        |